# Rhytidoponera flavipes
Rhytidoponera flavipes é uma espécie de formiga do gênero Rhytidoponera.